# المجموعة الفردانية K
المجموعة الفردانية K أو K-M9 أو السُّلالة K، هي مجموعة فردانيَّة بشريَّة ذكوريَّة. تمثل السلالة الفرعية من السُّلالة IJK. تُعتبر السُّلالة K والمجموعات الفرعية التابعة لها مجموعة فردانيَّة متنوعة وواسعة الانتشار جغرافيًا. وقد تم العثور على المُنتمين إليها منذ فترة طويلة بين الذكور في كل قارة باستثناء القارة القطبية الجنوبية.
المتحدرون المباشرون منها هُما السُّلالة LT (L298 = P326، المعروف أيضًا باسم K1 سابقًا) والسُّلالة K2.

## الأصول والتوزيع
تُعد السُّلالة K من السُّلالات القديمة التي نشأت منذ حوالي 47 ألف إلى 50 ألف سنة مضت. ووفقًا لعالم الوراثة الأمريكي سبنسر ولز، نشأت السُّلالة K أو العشيرة الأوراسية في الشرق الأوسط (ربما إيران) أو آسيا الوسطى.
يعتبر الموروثون من السُّلالة K مُباشرةً، نادرًا بشكل استثنائي ولم يتم بحثه بشكل كافٍ؛ في حين تم الإبلاغ عنه بترددات منخفضة جدًا في العديد من القارات، فإنه ليس من الواضح دائمًا ما إذا كانت الأمثلة المعنية قد تم فحصها بحثًا عن الفئات الفرعية. يبدو الآن أن الأمثلة المؤكدة للسُّلالة K هي الأكثر شيوعًا بين بعض المجموعات السكانية في جنوب شرق آسيا وميلانيزيا.

## روابط خارجية
- انتشار السُّلالة K، من ناشيونال جيوغرافيك